# Giải bóng đá Ngoại hạng Bồ Đào Nha 2023–24
Giải bóng đá Ngoại hạng Bồ Đào Nha 2023-24 (còn được gọi là Liga Portugal Betclic vì lý do tài trợ) là mùa giải thứ 90 của Giải bóng đá Ngoại hạng Bồ Đào Nha, giải đấu chuyên nghiệp hàng đầu dành cho các câu lạc bộ bóng đá của hiệp hội Bồ Đào Nha và là mùa giải thứ ba dưới danh hiệu Primeira Liga hiện nay. Đây là mùa giải thứ bảy sử dụng video trợ lý trọng tài (VAR).
Do tụt hạng từ vị trí thứ sáu xuống thứ bảy trong bảng xếp hạng hệ số hiệp hội UEFA vào cuối mùa giải 2022–23, nên Bồ Đào Nha chỉ có hai đội có thứ hạng tốt nhất đủ điều kiện tham dự UEFA Champions League (đội vô địch vào thẳng vòng bảng, đội á quân tham gia vòng loại thứ ba). Đội chiến thắng Taça de Portugal (Cúp Quốc gia Bồ Đào Nha) đủ điều kiện tham dự vòng bảng UEFA Europa League trong khi đội đứng thứ ba đủ điều kiện tham dự vòng sơ loại thứ hai UEFA Europa League. Còn đội đứng thứ tư sẽ giành quyền tham dự vòng loại thứ hai UEFA Europa Conference League.

## Các đội bóng
Moreirense, Farense (lần lượt sau một và hai năm vắng bóng) và Estrela da Amadora (lên hạng lần đầu tiên trong lịch sử với hình thức hiện tại, thành lập vào năm 2020 hoặc sau mười bốn năm vắng bóng nếu tính cả câu lạc bộ giải thể vào năm 2011 do phá sản) được thăng hạng từ 2022–23 Liga Portugal 2, thay thế cho các câu lạc bộ Marítimo, Paços de Ferreira và Santa Clara (xuống hạng lần lượt sau 38, 4 và 5 năm ở giải đấu hàng đầu).
Mùa giải này đánh dấu mùa giải đầu tiên của bóng đá Bồ Đào Nha đỉnh cao kể từ mùa giải 1984-85 mà không có đội nào từ quần đảo Azores hay Madeira tham gia.

### Số đội theo khu vực
| Hạng | Khu vực   | Số đội | Đội                                                                       |
| ---- | --------- | ------ | ------------------------------------------------------------------------- |
| 1    | Braga     | 6      | Braga, Famalicão, Gil Vicente, Moreirense, Vitória de Guimarães và Vizela |
| 2    | Lisbon    | 5      | Benfica, Casa Pia, Estoril, Estrela da Amadora và Sporting CP             |
| 3    | Porto     | 3      | Boavista, Porto và Rio Ave                                                |
| 4    | Faro      | 2      | Farense và Portimonense                                                   |
| 5    | Aveiro    | 1      | Arouca                                                                    |
| 5    | Vila Real | 1      | Chaves                                                                    |

### Sân vận động
| Đội                  | Địa điểm               | Sân vận động                                          | Sức chứa | Mùa 2022–23              |
| -------------------- | ---------------------- | ----------------------------------------------------- | -------- | ------------------------ |
| Arouca               | Arouca                 | Arouca                                                | 5.000    | thứ 5                    |
| Benfica              | Lisbon                 | Luz                                                   | 64.642   | Vô địch                  |
| Boavista             | Porto                  | Bessa                                                 | 28.263   | thứ 9                    |
| Braga                | Braga                  | Braga                                                 | 30.286   | thứ 3                    |
| Casa Pia             | Lisbon                 | Rio Maior*                                            | 7.000    | thứ 10                   |
| Chaves               | Chaves                 | Eng.º Manuel Branco Teixeira                          | 8.400    | thứ 7                    |
| Estoril              | Estoril                | António Coimbra da Mota                               | 8.015    | thứ 14                   |
| Estrela da Amadora   | Amadora                | José Gomes                                            | 7.000    | thứ 3 LP2 (thăng hạng)   |
| Famalicão            | Vila Nova de Famalicão | 22 de Junho                                           | 5.307    | thứ 8                    |
| Farense              | Faro                   | São Luís                                              | 7.000    | Á quân LP2 (thăng hạng)  |
| Gil Vicente          | Barcelos               | Cidade de Barcelos                                    | 12.504   | thứ 13                   |
| Moreirense           | Moreira de Cónegos     | Công viên Jogos Comendador Joaquim de Almeida Freitas | 6.153    | Vô địch LP2 (thăng hạng) |
| Portimonense         | Portimão               | Portimão                                              | 6.204    | thứ 15                   |
| Porto                | Porto                  | Dragão                                                | 50.033   | Á quân                   |
| Rio Ave              | Vila do Conde          | Arcos                                                 | 5.300    | thứ 12                   |
| Sporting CP          | Lisbon                 | José Alvalade                                         | 50.095   | thứ 4                    |
| Vitória de Guimarães | Guimarães              | D. Afonso Henriques                                   | 30.000   | thứ 6                    |
| Vizela               | Vizela                 | FC Vizela                                             | 6.000    | thứ 11                   |

- Sân vận động chính thức Pina Manique, không được cấp phép thi đấu.

### Nhân sự và trang phục
| Đội                  | Huấn luyện viên     | Đội trưởng       | Nhà sản xuất trang phục | Nhà tài trợ chính            |
| -------------------- | ------------------- | ---------------- | ----------------------- | ---------------------------- |
| Arouca               | Daniel Sousa        | David Simão      | Skita                   | Construções Carlos Pinho     |
| Benfica              | Roger Schmidt       | Nicolás Otamendi | Adidas                  | Emirates                     |
| Boavista             | Jorge Simão         | Sebastián Pérez  | Kelme                   | Placard                      |
| Braga                | Rui Duarte          | Ricardo Horta    | Puma                    | Moosh                        |
| Casa Pia             | Gonçalo Santos      | Ângelo Neto      | Adidas                  | ESC Online                   |
| Chaves               | Moreno              | João Correia     | Lacatoni                | Forte de São Francisco Hotel |
| Estoril              | Vasco Seabra        | Dani Figueira    | Kappa                   | Solverde                     |
| Estrela da Amadora   | Sérgio Vieira       | Kialonda Gaspar  | Umbro                   | Không có                     |
| Famalicão            | Armando Evangelista | Riccieli         | Macron                  | Placard                      |
| Farense              | José Mota           | Fabrício Isidoro | Lacatoni                | Placard                      |
| Gil Vicente          | Tozé Marreco        | Rúben Fernandes  | Lacatoni                | Barcelos Tourism             |
| Moreirense           | Rui Borges          | Pedro Amador     | CDT                     | Placard                      |
| Portimonense         | Paulo Sérgio        | Carlinhos        | Mizuno                  | Ceremony                     |
| Porto                | Sérgio Conceição    | Pepe             | New Balance             | Betano                       |
| Rio Ave              | Luís Freire         | Vítor Gomes      | Puma                    | Solverde                     |
| Sporting CP          | Rúben Amorim        | Sebastián Coates | Nike                    | Betano                       |
| Vitória de Guimarães | Álvaro Pacheco      | André André      | Macron                  | Placard                      |
| Vizela               | Rubén de la Barrera | Samu             | Kappa                   | Solverde                     |

### Thay đổi huấn luyện viên
| Đội                  | Huấn luyện viên ra đi | Lý do                | Ngày ra đi | Thời điểm của mùa giải | Huấn luyện viên thay thế | Ngày đến   | Tham khảo |
| -------------------- | --------------------- | -------------------- | ---------- | ---------------------- | ------------------------ | ---------- | --------- |
| Arouca               | Armando Evangelista   | Ký bởi Goiás         | 29/5/2023  | Trước mùa giải         | Daniel Ramos             | 29/5/2023  | [ 5 ]     |
| Vizela               | Manuel Tulipa         | Thỏa thuận           | 31/5/2023  | Trước mùa giải         | Pablo Villar             | 2/6/2023   | [ 6 ]     |
| Moreirense           | Paulo Alves           | Kết thúc hợp đồng    | 11/5/2023  | Trước mùa giải         | Rui Borges               | 1/7/2023   | [ 7 ]     |
| Chaves               | Vítor Campelos        | Kết thúc hợp đồng    | 2/6/2023   | Trước mùa giải         | José Gomes               | 16/6/2023  | [ 8 ]     |
| Estoril              | Ricardo Soares        | Ký bởi Beijing Guoan | 6/6/2023   | Trước mùa giải         | Álvaro Pacheco           | 19/6/2023  | [ 9 ]     |
| Gil Vicente          | Daniel Sousa          | Kết thúc hợp đồng    | 26/6/2023  | Trước mùa giải         | Vítor Campelos           | 30/6/2023  | [ 10 ]    |
| Vitória de Guimarães | Moreno                | Từ chức              | 13/8/2023  | thứ 9                  | Paulo Turra              | 21/8/2023  | [ 11 ]    |
| Chaves               | José Gomes            | Sa thải              | 19/9/2023  | thứ 18                 | Moreno                   | 21/9/2023  | [ 12 ]    |
| Estoril              | Álvaro Pacheco        | Sa thải              | 24/9/2023  | thứ 17                 | Vasco Seabra             | 25/9/2023  | [ 13 ]    |
| Vitória de Guimarães | Paulo Turra           | Sa thải              | 3/10/2023  | thứ 6                  | Álvaro Pacheco           | 4/10/2023  | [ 14 ]    |
| Casa Pia             | Filipe Martins        | Từ chức              | 12/11/2023 | thứ 15                 | Pedro Moreira            | 21/11/2023 | [ 15 ]    |
| Arouca               | Daniel Ramos          | Sa thải              | 15/11/2023 | thứ 18                 | Daniel Sousa             | 15/11/2023 | [ 16 ]    |
| Boavista             | Petit                 | Từ chức              | 12/12/2023 | thứ 10                 |                          |            | [ 17 ]    |
| Vizela               | Pablo Villar          | Từ chức              | 18/12/2023 | thứ 17                 | Rubén de la Barrera      | 19/12/2023 | [ 18 ]    |
| Casa Pia             | Pedro Moreira         | Sa thải              | 15/2/2024  | thứ 16                 | Gonçalo Santos           | 16/2/2024  | [ 19 ]    |
| Famalicão            | João Pedro Sousa      | Thỏa thuận           | 19/3/2024  | thứ 8                  | Armando Evangelista      | 20/3/2024  | [ 20 ]    |
| Braga                | Artur Jorge           | Ký bởi Botafogo      | 3/4/2024   | thứ 4                  | Rui Duarte               | 3/4/2024   |           |
| Boavista             | Ricardo Paiva         | Từ chức              | 16/4/2024  | thứ 12                 | Jorge Simao              | 16/4/2024  |           |

## Bảng xếp hạng

### Bảng xếp hạng
| VT | Đội                  | ST | T  | H  | B  | BT | BB | HS  | Đ  | Giành quyền tham dự hoặc xuống hạng    |
| -- | -------------------- | -- | -- | -- | -- | -- | -- | --- | -- | -------------------------------------- |
| 1  | Sporting CP (C)      | 34 | 29 | 3  | 2  | 96 | 29 | +67 | 90 | Tham dự vòng đấu hạng Champions League |
| 2  | Benfica              | 34 | 25 | 5  | 4  | 77 | 28 | +49 | 80 | Tham dự vòng đấu hạng Champions League |
| 3  | Porto (W)            | 34 | 22 | 6  | 6  | 63 | 27 | +36 | 72 | Tham dự vòng đấu hạng Europa League    |
| 4  | Braga                | 34 | 21 | 5  | 8  | 71 | 50 | +21 | 68 | Tham dự vòng loại Europa League        |
| 5  | Vitória de Guimarães | 34 | 19 | 6  | 9  | 52 | 38 | +14 | 63 | Tham dự vòng loại Conference League    |
| 6  | Moreirense           | 34 | 16 | 7  | 11 | 36 | 35 | +1  | 55 |                                        |
| 7  | Arouca               | 34 | 13 | 7  | 14 | 54 | 50 | +4  | 46 |                                        |
| 8  | Famalicão            | 34 | 10 | 12 | 12 | 37 | 41 | −4  | 42 |                                        |
| 9  | Casa Pia             | 34 | 10 | 8  | 16 | 38 | 50 | −12 | 38 |                                        |
| 10 | Farense              | 34 | 10 | 7  | 17 | 46 | 51 | −5  | 37 |                                        |
| 11 | Rio Ave              | 34 | 6  | 19 | 9  | 38 | 43 | −5  | 37 |                                        |
| 12 | Gil Vicente          | 34 | 9  | 9  | 16 | 42 | 52 | −10 | 36 |                                        |
| 13 | Estoril              | 34 | 9  | 6  | 19 | 49 | 58 | −9  | 33 |                                        |
| 14 | Estrela da Amadora   | 34 | 7  | 12 | 15 | 33 | 53 | −20 | 33 |                                        |
| 15 | Boavista             | 34 | 7  | 11 | 16 | 39 | 62 | −23 | 32 |                                        |
| 16 | Portimonense (R)     | 34 | 8  | 8  | 18 | 39 | 72 | −33 | 32 | Tham dự play-off trụ hạng              |
| 17 | Vizela (R)           | 34 | 5  | 11 | 18 | 36 | 66 | −30 | 26 | Xuống hạng Liga Portugal 2             |
| 18 | Chaves (R)           | 34 | 5  | 8  | 21 | 31 | 72 | −41 | 23 | Xuống hạng Liga Portugal 2             |

1. ↑  Vì Atalanta, đội vô địch UEFA Europa League 2023–24, đủ điều kiện tham dự Champions League thông qua vị trí ở Serie A nên Benfica đã được thăng hạng từ vòng sơ loại thứ ba lên vòng đấu hạng Champions League, với tư cách là đội có điểm hệ số cao nhất trong tất cả các đội tham dự vòng loại Champions League.
2. ↑  Porto đủ điều kiện tham dự vòng đấu loại Europa League với tư cách là nhà vô địch Taça de Portugal 2023–24.
3. 1 2  Kể từ khi đội vô địch Taça de Portugal 2023–24, Porto, đứng ở vị trí thứ ba thì suất dành cho đội xếp thứ ba (vòng sơ loại thứ hai Europa League) đã được chuyển cho đội xếp thứ tư, và suất trao cho đội xếp thứ tư (vòng loại thứ hai Conference League) được chuyển cho đội xếp thứ năm.
4. 1 2  Điểm đối đầu: Farense 1–1 Rio Ave, Rio Ave 3–4 Farense.
5. 1 2  Bàn thắng sân khách đối đầu được ghi: Estoril 1–0 Estrela da Amadora, Estrela da Amadora 2–1 Estoril.
6. 1 2  Hiệu số bàn thắng bại (Boavista 1–4 Portimonense, Portimonense 1–4 Boavista).

### Vị trí theo vòng
Bảng liệt kê vị trí của các đội sau mỗi vòng thi đấu. Để duy trì các diễn biến theo trình tự thời gian, bất kỳ trận đấu bù nào (vì bị hoãn) sẽ không được tính vào vòng đấu mà chúng đã được lên lịch ban đầu, mà sẽ được thêm vào vòng đấu diễn ra ngay sau đó.
| Đội ╲ Vòng   | 1      | 2  | 3  | 4  | 5  | 6  | 7  | 8  | 9  | 10 | 11 | 12 | 13 | 14 | 15 | 16 | 17 | 18 | 19 | 20 | 21 | 22 | 23 | 24 | 25 | 26 | 27 | 28 | 29 | 30 | 31 | 32 | 33 | 34 |   |
| ------------ | ------ | -- | -- | -- | -- | -- | -- | -- | -- | -- | -- | -- | -- | -- | -- | -- | -- | -- | -- | -- | -- | -- | -- | -- | -- | -- | -- | -- | -- | -- | -- | -- | -- | -- | - |
| Đội ╲ Vòng   | Arouca | 4  | 5  | 7  | 8  | 11 | 12 | 13 | 16 | 15 | 18 | 18 | 18 | 17 | 14 | 10 | 13 | 14 | 10 | 9  | 8  | 7  | 7  | 7  | 7  | 7  | 7  | 7  | 7  | 7  | 6  | 7  | 7  | 7  | 7 |
| Benfica      | 12     | 11 | 6  | 4  | 4  | 3  | 2  | 2  | 2  | 2  | 1  | 2  | 3  | 2  | 2  | 2  | 2  | 2  | 2  | 1  | 1  | 1  | 1  | 2  | 2  | 2  | 2  | 2  | 2  | 2  | 2  | 2  | 2  | 2  |   |
| Boavista     | 5      | 1  | 4  | 1  | 1  | 4  | 4  | 6  | 6  | 7  | 9  | 9  | 10 | 11 | 13 | 11 | 9  | 9  | 12 | 12 | 9  | 11 | 12 | 12 | 9  | 10 | 10 | 11 | 12 | 13 | 14 | 14 | 14 | 15 |   |
| Braga        | 14     | 10 | 5  | 6  | 8  | 6  | 5  | 4  | 5  | 4  | 4  | 4  | 4  | 4  | 4  | 4  | 4  | 4  | 4  | 4  | 4  | 4  | 4  | 4  | 4  | 4  | 4  | 4  | 4  | 4  | 4  | 4  | 4  | 4  |   |
| Chaves       | 16     | 16 | 18 | 18 | 18 | 18 | 18 | 14 | 14 | 17 | 17 | 17 | 16 | 18 | 18 | 18 | 18 | 18 | 17 | 17 | 18 | 17 | 17 | 17 | 18 | 18 | 18 | 18 | 17 | 17 | 17 | 17 | 18 | 18 |   |
| Casa Pia     | 2      | 8  | 8  | 9  | 6  | 8  | 10 | 10 | 13 | 13 | 15 | 11 | 13 | 10 | 12 | 8  | 10 | 12 | 13 | 14 | 16 | 12 | 11 | 10 | 11 | 11 | 9  | 9  | 9  | 9  | 9  | 11 | 12 | 9  |   |
| Estoril      | 10     | 9  | 12 | 16 | 17 | 17 | 17 | 18 | 18 | 16 | 13 | 14 | 12 | 13 | 9  | 12 | 13 | 15 | 15 | 11 | 12 | 14 | 13 | 15 | 16 | 14 | 12 | 13 | 13 | 14 | 11 | 13 | 13 | 13 |   |
| Estrela      | 15     | 15 | 14 | 13 | 15 | 14 | 15 | 11 | 9  | 10 | 12 | 12 | 9  | 9  | 11 | 10 | 11 | 13 | 14 | 16 | 14 | 16 | 15 | 16 | 13 | 13 | 15 | 15 | 15 | 15 | 15 | 15 | 15 | 14 |   |
| Famalicão    | 7      | 6  | 9  | 7  | 7  | 5  | 7  | 7  | 8  | 8  | 8  | 7  | 7  | 7  | 7  | 9  | 7  | 8  | 8  | 9  | 10 | 8  | 10 | 9  | 10 | 9  | 8  | 8  | 8  | 8  | 8  | 8  | 8  | 8  |   |
| Farense      | 17     | 17 | 11 | 15 | 10 | 11 | 12 | 13 | 12 | 9  | 7  | 8  | 8  | 8  | 8  | 7  | 8  | 7  | 7  | 7  | 8  | 9  | 8  | 11 | 12 | 12 | 13 | 10 | 10 | 10 | 10 | 9  | 9  | 10 |   |
| Gil Vicente  | 1      | 7  | 10 | 14 | 9  | 10 | 9  | 9  | 11 | 12 | 11 | 13 | 14 | 15 | 14 | 14 | 15 | 11 | 10 | 10 | 11 | 10 | 9  | 8  | 8  | 8  | 11 | 14 | 14 | 12 | 13 | 12 | 11 | 12 |   |
| Moreirense   | 13     | 14 | 15 | 10 | 16 | 9  | 8  | 8  | 7  | 6  | 5  | 6  | 6  | 6  | 6  | 6  | 6  | 6  | 6  | 6  | 6  | 6  | 6  | 6  | 6  | 6  | 6  | 6  | 6  | 7  | 6  | 6  | 6  | 6  |   |
| Porto        | 8      | 3  | 2  | 2  | 3  | 2  | 3  | 3  | 3  | 3  | 3  | 3  | 2  | 3  | 3  | 3  | 3  | 3  | 3  | 3  | 3  | 3  | 3  | 3  | 3  | 3  | 3  | 3  | 3  | 3  | 3  | 3  | 3  | 3  |   |
| Portimonense | 18     | 18 | 17 | 17 | 13 | 16 | 11 | 12 | 10 | 11 | 10 | 10 | 11 | 12 | 15 | 16 | 12 | 14 | 11 | 13 | 15 | 13 | 16 | 14 | 15 | 16 | 16 | 16 | 16 | 16 | 16 | 16 | 16 | 16 |   |
| Rio Ave      | 3      | 12 | 13 | 11 | 12 | 15 | 16 | 17 | 17 | 15 | 16 | 16 | 15 | 16 | 16 | 15 | 16 | 16 | 16 | 15 | 13 | 15 | 14 | 13 | 14 | 15 | 14 | 12 | 11 | 11 | 12 | 10 | 10 | 11 |   |
| Sporting CP  | 6      | 2  | 3  | 3  | 2  | 1  | 1  | 1  | 1  | 1  | 2  | 1  | 1  | 1  | 1  | 1  | 1  | 1  | 1  | 2  | 2  | 2  | 2  | 1  | 1  | 1  | 1  | 1  | 1  | 1  | 1  | 1  | 1  | 1  |   |
| Vizela       | 11     | 13 | 16 | 12 | 14 | 13 | 14 | 15 | 16 | 14 | 14 | 15 | 18 | 17 | 17 | 17 | 17 | 17 | 18 | 18 | 17 | 18 | 18 | 18 | 17 | 17 | 17 | 17 | 18 | 18 | 18 | 18 | 17 | 17 |   |
| Vitória      | 9      | 4  | 1  | 5  | 5  | 7  | 6  | 5  | 4  | 5  | 6  | 5  | 5  | 5  | 5  | 5  | 5  | 5  | 5  | 5  | 5  | 5  | 5  | 5  | 5  | 5  | 5  | 5  | 5  | 5  | 5  | 5  | 5  | 5  |   |

## Kết quả

### Tỷ số
| Nhà \ Khách  | ARO | BEN | BOA | BRA | CAS | CHA | EST | AMA | FAM | FAR | GIL | MOR | PTM | POR | RAV | SPO | VSC | VIZ |
| ------------ | --- | --- | --- | --- | --- | --- | --- | --- | --- | --- | --- | --- | --- | --- | --- | --- | --- | --- |
| Arouca       | —   | 0–3 | 2–1 | 0–1 | 0–1 | 0–2 | 4–3 | 0–0 | 3–2 | 2–1 | 3–0 | 0–1 | 1–1 | 3–2 | 2–2 | 0–3 | 1–3 | 5–0 |
| Benfica      | 5–0 | —   | 2–0 | 3–1 | 1–1 | 1–0 | 3–1 | 2–0 | 3–0 | 1–1 | 3–0 | 3–0 | 4–0 | 1–0 | 4–1 | 2–1 | 4–0 | 6–1 |
| Boavista     | 0–4 | 3–2 | —   | 0–4 | 1–1 | 4–1 | 2–1 | 1–1 | 2–2 | 1–3 | 1–1 | 1–0 | 1–4 | 1–1 | 0–0 | 0–2 | 1–1 | 2–2 |
| Braga        | 0–3 | 0–1 | 4–1 | —   | 4–3 | 1–1 | 3–1 | 3–0 | 1–2 | 2–1 | 2–1 | 1–0 | 6–1 | 0–1 | 2–1 | 1–1 | 1–1 | 2–1 |
| Casa Pia     | 1–0 | 0–1 | 0–0 | 1–3 | —   | 3–1 | 0–0 | 0–1 | 0–2 | 1–3 | 0–0 | 0–1 | 1–0 | 1–2 | 1–1 | 1–2 | 0–0 | 0–1 |
| Chaves       | 1–5 | 0–2 | 2–1 | 2–4 | 1–3 | —   | 2–2 | 2–2 | 0–1 | 1–1 | 4–2 | 1–2 | 2–3 | 0–3 | 0–0 | 0–3 | 1–2 | 2–1 |
| Estoril      | 1–2 | 0–1 | 1–2 | 0–1 | 4–0 | 4–0 | —   | 1–0 | 1–0 | 4–0 | 1–3 | 1–3 | 1–0 | 1–0 | 2–0 | 0–1 | 1–3 | 2–2 |
| Estrela      | 1–4 | 1–4 | 3–1 | 2–4 | 3–1 | 1–1 | 2–1 | —   | 1–0 | 0–3 | 1–0 | 0–1 | 3–0 | 0–1 | 2–2 | 1–2 | 0–1 | 1–1 |
| Famalicão    | 1–0 | 2–0 | 1–1 | 1–2 | 1–2 | 2–2 | 1–1 | 0–0 | —   | 1–0 | 3–1 | 0–0 | 2–2 | 0–3 | 2–1 | 0–1 | 1–3 | 3–2 |
| Farense      | 2–0 | 1–3 | 2–0 | 3–1 | 0–3 | 5–0 | 3–2 | 0–0 | 1–1 | —   | 1–0 | 0–1 | 1–3 | 1–3 | 1–1 | 2–3 | 1–2 | 0–0 |
| Gil Vicente  | 2–2 | 2–3 | 1–0 | 3–3 | 2–0 | 0–0 | 5–3 | 1–1 | 1–2 | 2–0 | —   | 1–1 | 5–0 | 1–1 | 1–1 | 0–4 | 1–0 | 0–1 |
| Moreirense   | 1–0 | 0–0 | 1–1 | 2–3 | 1–4 | 1–0 | 2–1 | 2–2 | 1–0 | 1–0 | 0–1 | —   | 5–2 | 1–2 | 0–0 | 0–2 | 1–0 | 1–0 |
| Portimonense | 1–2 | 1–3 | 1–4 | 3–5 | 2–2 | 2–1 | 1–0 | 1–1 | 1–1 | 1–0 | 0–2 | 0–2 | —   | 0–3 | 2–2 | 1–2 | 1–1 | 0–0 |
| Porto        | 1–1 | 5–0 | 2–1 | 2–0 | 3–1 | 1–0 | 0–1 | 2–0 | 2–2 | 2–1 | 2–1 | 5–0 | 1–0 | —   | 0–0 | 2–2 | 1–2 | 4–1 |
| Rio Ave      | 1–1 | 1–1 | 2–0 | 0–0 | 1–0 | 2–0 | 1–1 | 1–1 | 1–1 | 3–4 | 3–0 | 0–4 | 2–0 | 1–2 | —   | 3–3 | 2–1 | 1–1 |
| Sporting CP  | 2–1 | 2–1 | 6–1 | 5–0 | 8–0 | 3–0 | 5–1 | 3–2 | 1–0 | 3–2 | 3–1 | 3–0 | 3–0 | 2–0 | 2–0 | —   | 3–0 | 3–2 |
| Vitória      | 2–1 | 2–2 | 1–0 | 2–3 | 0–2 | 5–0 | 3–2 | 3–0 | 1–0 | 1–1 | 2–1 | 1–0 | 1–2 | 1–2 | 1–0 | 3–2 | —   | 2–0 |
| Vizela       | 2–2 | 1–2 | 1–4 | 1–3 | 0–4 | 0–1 | 3–3 | 4–0 | 0–0 | 2–1 | 1–0 | 0–0 | 2–3 | 0–2 | 1–1 | 2–5 | 0–1 | —   |

### Bảng thắng bại
- T = Thắng, H = Hòa, B = Bại
- () = Trận đấu bị hoãn
- (T), (H), (B) = Trận đấu bù với kết quả; Trận đấu bù được ghi trong cột nào, ví dụ cột số 4 có nghĩa là đã thi đấu sau vòng 4 và trước vòng 5.

| Đội          | 1 | 2 | 3  | 4     | 5 | 6 | 7 | 8 | 9 | 10 | 11 | 12 | 13 | 14 | 15 | 16 | 17 | Đội          | 18 | 19 | 20 | 21 | 22 | 23 | 24 | 25 | 26 | 27 | 28 | 29    | 30 | 31 | 32 | 33 | 34 | Đội          |
| ------------ | - | - | -- | ----- | - | - | - | - | - | -- | -- | -- | -- | -- | -- | -- | -- | ------------ | -- | -- | -- | -- | -- | -- | -- | -- | -- | -- | -- | ----- | -- | -- | -- | -- | -- | ------------ |
| Arouca       | T | H | H  | H     | B | B | B | B | B | B  | B  | T  | H  | T  | T  | B  | B  | Arouca       | T  | T  | T  | T  | B  | T  | T  | B  | B  | T  | T  | T     | H  | H  | H  | B  | B  | Arouca       |
| Benfica      | B | T | T  | T     | T | T | T | T | H | T  | T  | H  | H  | T  | T  | T  | T  | Benfica      | T  | T  | T  | H  | T  | T  | B  | T  | T  | T  | B  | T     | T  | T  | B  | T  | H  | Benfica      |
| Boavista     | T | T | H  | T     | T | B | H | H | B | B  | B  | B  | B  | H  | B  | H  | T  | Boavista     | B  | B  | H  | T  | B  | B  | H  | T  | B  | H  | B  | B     | H  | B  | H  | B  | H  | Boavista     |
| Braga        | B | T | () | H (T) | B | T | T | T | H | T  | T  | T  | T  | B  | T  | H  | B  | Braga        | T  | H  | T  | B  | T  | T  | T  | H  | T  | T  | B  | T     | T  | B  | T  | T  | B  | Braga        |
| Chaves       | B | B | B  | B     | B | H | T | T | B | B  | B  | T  | B  | B  | B  | H  | B  | Chaves       | H  | H  | H  | B  | T  | H  | B  | H  | B  | B  | B  | T     | H  | B  | B  | B  | B  | Chaves       |
| Casa Pia     | T | B | H  | H     | T | H | B | B | H | B  | B  | T  | B  | T  | B  | T  | B  | Casa Pia     | B  | B  | H  | B  | T  | T  | H  | B  | B  | T  | H  | H     | B  | T  | B  | B  | T  | Casa Pia     |
| Estoril      | B | T | B  | B     | B | H | B | B | B | T  | T  | B  | T  | H  | T  | B  | B  | Estoril      | B  | H  | T  | B  | B  | H  | B  | B  | T  | T  | H  | B     | H  | T  | B  | B  | B  | Estoril      |
| Estrela      | B | B | T  | H     | B | H | B | T | T | B  | B  | H  | T  | H  | B  | H  | H  | Estrela      | B  | B  | B  | T  | B  | H  | B  | T  | H  | B  | H  | H     | H  | B  | H  | B  | T  | Estrela      |
| Famalicão    | T | H | B  | T     | H | T | H | B | B | T  | H  | B  | H  | H  | B  | H  | T  | Famalicão    | B  | B  | () | H  | T  | B  | H  | B  | H  | T  | T  | H (B) | H  | B  | T  | T  | B  | Famalicão    |
| Farense      | B | B | T  | B     | T | B | B | H | T | T  | T  | B  | H  | H  | B  | T  | B  | Farense      | T  | B  | H  | H  | B  | B  | B  | B  | H  | B  | T  | H     | B  | T  | T  | B  | B  | Farense      |
| Gil Vicente  | T | B | B  | B     | T | B | T | B | H | B  | H  | B  | H  | B  | T  | B  | H  | Gil Vicente  | T  | T  | B  | B  | T  | H  | H  | H  | B  | B  | B  | B     | T  | H  | H  | T  | B  | Gil Vicente  |
| Moreirense   | B | H | () | T (B) | B | T | T | H | T | T  | T  | H  | H  | T  | H  | B  | T  | Moreirense   | B  | T  | B  | T  | B  | T  | H  | B  | T  | B  | H  | B     | B  | T  | T  | T  | T  | Moreirense   |
| Porto        | T | T | T  | H     | T | T | B | T | T | B  | T  | T  | T  | B  | T  | H  | T  | Porto        | T  | T  | H  | B  | T  | H  | T  | T  | T  | B  | B  | H     | T  | H  | T  | T  | T  | Porto        |
| Portimonense | B | B | H  | H     | T | B | T | B | T | B  | T  | B  | H  | B  | B  | B  | T  | Portimonense | B  | T  | B  | B  | H  | B  | H  | B  | B  | B  | T  | H     | H  | B  | B  | H  | T  | Portimonense |
| Rio Ave      | T | B | B  | H     | H | B | B | B | B | T  | H  | H  | H  | H  | B  | T  | B  | Rio Ave      | H  | H  | H  | T  | B  | H  | H  | H  | H  | H  | T  | H     | H  | H  | T  | H  | H  | Rio Ave      |
| Sporting CP  | T | T | T  | H     | T | T | T | T | T | T  | B  | T  | B  | T  | T  | T  | T  | Sporting CP  | T  | T  | () | T  | T  | H  | T  | T  | T  | T  | T  | T (T) | T  | H  | T  | T  | T  | Sporting CP  |
| Vizela       | B | H | B  | T     | B | H | B | H | B | T  | H  | B  | B  | H  | H  | H  | B  | Vizela       | B  | B  | B  | T  | B  | H  | H  | T  | B  | B  | B  | B     | B  | H  | B  | T  | H  | Vizela       |
| Vitória      | T | T | T  | B     | B | H | T | T | T | B  | B  | T  | T  | H  | T  | H  | T  | Vitória      | T  | B  | T  | H  | H  | B  | T  | T  | T  | T  | T  | H     | B  | T  | B  | B  | T  | Vitória      |
| Đội          | 1 | 2 | 3  | 4     | 5 | 6 | 7 | 8 | 9 | 10 | 11 | 12 | 13 | 14 | 15 | 16 | 17 | Đội          | 18 | 19 | 20 | 21 | 22 | 23 | 24 | 25 | 26 | 27 | 28 | 29    | 30 | 31 | 32 | 33 | 34 | Đội          |

## Play-off trụ hạng/thăng hạng
Trận play-off trụ hạng/thăng hạng sẽ diễn ra giữa Portimonense, đội đứng thứ 16 tại Primeira Liga, và AVS, đội đứng thứ 3 tại Liga 2 Bồ Đào Nha.
Tất cả thời gian theo giờ mùa hè Tây Âu WEST (UTC+1).

| Đội 1 | TTS | Đội 2        | Lượt đi | Lượt về |
| ----- | --- | ------------ | ------- | ------- |
| AVS   | 4–2 | Portimonense | 2–1     | 2–1     |

| Portimonense          | 1–2      | AVS                         |
| --------------------- | -------- | --------------------------- |
| - Teixeira 86' (l.n.) | Chi tiết | - Correia 19' - Martins 47' |

| AVS                       | 2–1      | Portimonense     |
| ------------------------- | -------- | ---------------- |
| - Mercado 51' - Benny 89' | Chi tiết | - Carrillo 90+4' |

AVS thắng chung cuộc 4–2 và thăng hạng lên Primeira Liga, còn Portimonense xuống hạng Liga Portugal 2.

## Thống kê

### Ghi bàn hàng đầu
Tính đến ngày 18/5/2024
| Hạng | Cầu thủ           | Câu lạc bộ   | Số bàn thắng |
| ---- | ----------------- | ------------ | ------------ |
| 1    | Viktor Gyökeres   | Sporting     | 29           |
| 2    | Simon Banza       | Braga        | 21           |
| 3    | Rafa Mújica       | Arouca       | 20           |
| 4    | Cristo González   | Arouca       | 15           |
| 4    | Samuel Essende    | Vizela       | 15           |
| 4    | Jhonder Cádiz     | Famalicão    | 15           |
| 4    | Paulinho          | Sporting     | 15           |
| 8    | Héctor Hernández  | Chaves       | 14           |
| 8    | Rafa Silva        | Benfica      | 14           |
| 10   | Evanilson         | Porto        | 13           |
| 10   | Bruno Duarte      | Farense      | 13           |
| 12   | Pedro Gonçalves   | Sporting     | 11           |
| 12   | Jota Silva        | Vitória      | 11           |
| 14   | André Silva       | Vitória      | 10           |
| 14   | Carlinhos         | Portimonense | 10           |
| 16   | Alejandro Marqués | Estoril      | 9            |
| 16   | Róbert Boženík    | Boavista     | 9            |
| 16   | Francisco Trincão | Sporting     | 9            |
| 16   | Ángel Di María    | Benfica      | 9            |
| 16   | Ricardo Horta     | Braga        | 9            |
| 16   | Galeno            | Porto        | 9            |

### Hat-trick
- H (= Home): Sân nhà

| Cầu thủ          | Câu lạc bộ | Đối đầu với  | Kết quả | Thời gian           |
| ---------------- | ---------- | ------------ | ------- | ------------------- |
| Héctor Hernández | Chaves     | Gil Vicente  | 4–2 (H) | Vòng 8, 7/10/2023   |
| Simon Banza      | Braga      | Portimonense | 6–1 (H) | Vòng 10, 4/11/2023  |
| Rafa Mújica      | Arouca     | Gil Vicente  | 3–0 (H) | Vòng 14, 16/12/2023 |
| Viktor Gyökeres  | Sporting   | Boavista     | 6–1 (H) | Vòng 26, 17/3/2024  |

### Kiến tạo hàng đầu
Tính đến ngày 18/5/2024
| Hạng | Cầu thủ         | Câu lạc bộ | Số kiến tạo |
| ---- | --------------- | ---------- | ----------- |
| 1    | Pedro Gonçalves | Sporting   | 12          |
| 1    | Rafa Silva      | Benfica    | 12          |
| 3    | Ángel Di María  | Benfica    | 10          |
| 3    | Viktor Gyökeres | Sporting   | 10          |
| 3    | Nuno Santos     | Sporting   | 10          |
| 6    | Cristo González | Arouca     | 9           |
| 7    | Orkun Kökcü     | Benfica    | 8           |
| 8    | David Neres     | Benfica    | 7           |
| 8    | David Simão     | Arouca     | 7           |
| 8    | Galeno          | Porto      | 7           |
| 8    | Rodrigo Gomes   | Estoril    | 7           |
| 8    | Roger Fernandes | Braga      | 7           |

### Số trận giữ sạch lưới
Tính đến ngày 18/5/2024
| Hạng | Cầu thủ         | Đội         | Số trận sạch lưới | Số trận thi đấu | Tỷ lệ |
| ---- | --------------- | ----------- | ----------------- | --------------- | ----- |
| 1    | Diogo Costa     | Porto       | 13                | 33              | 39%   |
| 2    | Kewin           | Moreirense  | 13                | 30              | 43%   |
| 3    | Anatoliy Trubin | Benfica     | 13                | 28              | 46%   |
| 4    | Ricardo Batista | Casa Pia    | 10                | 31              | 32%   |
| 5    | Andrew          | Gil Vicente | 9                 | 32              | 28%   |
| 6    | Jhonatan        | Rio Ave     | 9                 | 26              | 35%   |
| 7    | Antonio Adán    | Sporting    | 9                 | 22              | 41%   |

### Kỷ luật

#### Cầu thủ
- Nhiều thẻ vàng nhất: 13[24]
  -  Ângelo Neto (Casa Pia)
- Nhiều thẻ đỏ nhất: 3[25]
  -  Ygor Nogueira (Chaves)

#### Câu lạc bộ
- Nhiều thẻ vàng nhất: 99[26]
  - Famalicão
- Ít thẻ vàng nhất: 63
  - Benfica
- Nhiều thẻ đỏ nhất: 9[27]
  - Famalicão
  - Porto
  - Chaves
- Ít thẻ đỏ nhất: 3
  - 5 đội

## Giải thưởng

### Giải thưởng hàng tháng
| Tháng              | Cầu thủ của tháng | Cầu thủ của tháng    | Thủ môn của tháng | Thủ môn của tháng    | Hậu vệ của tháng | Hậu vệ của tháng | Tiền vệ của tháng | Tiền vệ của tháng | Tiền đạo của tháng | Tiền đạo của tháng   | HLV của tháng | HLV của tháng | Bàn thắng của tháng | Bàn thắng của tháng  |
| Tháng              | Cầu thủ           | Đội                  | Cầu thủ           | Đội                  | Cầu thủ          | Đội              | Cầu thủ           | Đội               | Cầu thủ            | Đội                  | HLV           | Đội           | Cầu thủ             | Đội                  |
| ------------------ | ----------------- | -------------------- | ----------------- | -------------------- | ---------------- | ---------------- | ----------------- | ----------------- | ------------------ | -------------------- | ------------- | ------------- | ------------------- | -------------------- |
| Tháng 8            | Paulinho          | Sporting             | Bruno Varela      | Vitória de Guimarães | Iván Marcano     | Porto            | Gaius Makouta     | Boavista          | Paulinho           | Sporting             | Petit         | Boavista      | Tiago Silva         | Santa Clara          |
| Tháng 9            | Viktor Gyökeres   | Sporting             | Luiz Júnior       | Famalicão            | Ousmane Diomande | Sporting         | João Neves        | Benfica           | Viktor Gyökeres    | Sporting             | Rúben Amorim  | Sporting      | Orkun Kökçü         | Benfica              |
| Tháng 10/ Tháng 11 | Viktor Gyökeres   | Sporting             | Luiz Júnior       | Famalicão            | António Silva    | Benfica          | João Neves        | Benfica           | Viktor Gyökeres    | Sporting             | Tiago Aguilar | Moreirense    | Rafael Barbosa      | Farense              |
| Tháng 12           | Viktor Gyökeres   | Sporting             | Ricardo Velho     | Farense              | Gonçalo Inácio   | Sporting         | João Neves        | Benfica           | Viktor Gyökeres    | Sporting             | Rúben Amorim  | Sporting      | Théo Fonseca        | Famalicão            |
| Tháng 1            | Viktor Gyökeres   | Sporting             | Diogo Costa       | Porto                | Gonçalo Inácio   | Sporting         | Rodrigo Zalazar   | Braga             | Viktor Gyökeres    | Sporting             | Rúben Amorim  | Sporting      | João Mendes         | Vitória de Guimarães |
| Tháng 2            | Rafa Mújica       | Arouca               | Ricardo Velho     | Farense              | António Silva    | Benfica          | João Neves        | Benfica           | Rafa Mújica        | Arouca               | Daniel Sousa  | Arouca        | Sorriso             | Famalicão            |
| Tháng 3            | Jota Silva        | Vitória de Guimarães | Charles           | Vitória de Guimarães | Pepe             | Porto            | João Neves        | Benfica           | Jota Silva         | Vitória de Guimarães | Rúben Amorim  | Sporting      | Felippe Cardoso     | Casa Pia             |
| Tháng 4            | Viktor Gyökeres   | Sporting             | Ricardo Velho     | Farense              | Gonçalo Inácio   | Sporting         | Pedro Gonçalves   | Sporting          | Viktor Gyökeres    | Sporting             | Rúben Amorim  | Sporting      |                     |                      |

### Giải thưởng hằng năm
| Velho Diomande Costinha Coates Inácio Hjulmand João Neves Gonçalves J. Silva Gyökeres Mújica Đội hình của năm |

| Đội hình của năm | Đội hình của năm                  | Đội hình của năm               | Đội hình của năm              | Đội hình của năm              | Đội hình của năm              |
| ---------------- | --------------------------------- | ------------------------------ | ----------------------------- | ----------------------------- | ----------------------------- |
| Thủ môn          | Ricardo Velho (Farense)           | Ricardo Velho (Farense)        | Ricardo Velho (Farense)       | Ricardo Velho (Farense)       | Ricardo Velho (Farense)       |
| Hậu vệ           | Costinha (Rio Ave)                | Sebastián Coates (Sporting CP) | Ousmane Diomande (Benfica)    | Gonçalo Inácio (Sporting CP)  | Gonçalo Inácio (Sporting CP)  |
| Tiền vệ          | Jota Silva (Vitória de Guimarães) | João Neves (Benfica)           | Morten Hjulmand (Sporting CP) | Pedro Gonçalves (Sporting CP) | Rafa Mújica (Arouca)          |
| Tiền đạo         | Viktor Gyökeres (Sporting CP)     | Viktor Gyökeres (Sporting CP)  | Viktor Gyökeres (Sporting CP) | Viktor Gyökeres (Sporting CP) | Viktor Gyökeres (Sporting CP) |